# Kazajistán en los Juegos Olímpicos de Salt Lake City 2002
Kazajistán estuvo representado en los Juegos Olímpicos de Salt Lake City 2002 por un total de 50 deportistas que compitieron en 7 deportes.  
El portador de la bandera en la ceremonia de apertura fue el patinador de velocidad Radik Bikchentayev. El equipo olímpico kazajo no obtuvo ninguna medalla en estos Juegos.